# Gârbeni, Botoșani
Gârbeni este un sat în comuna Havârna din județul Botoșani, Moldova, România. Satul se află în.
partea central-nordică a județului, în Câmpia Moldovei, pe malul stâng al Bașeului.

## Istoric
Numele satului Gârbeni vine de la un păstor numit Gârbea. Localitatea a aparținut de moșia comunei Hudești, proprietate a fostului boier Bolder Lățescu, cu încrângătură genealogică până la Ștefan cel Mare. Proprietatea de la Gârbeni a vândut-o Boldur Lățescu din varii motive: fie că era prea departe –10 km – sau pentru că aici avea numai animalele, sau fie pentru că dorea să intre în circuitul cultural-comercial. Boierul Boldur, cu  banii proveniți din vânzarea moșiei de la Gârbeni, a construit la Hudești un local de școală cu etaj numit și Școala Costăchească, iar pentru a progresa agricultura, a pus în funcțiune pentru fii de țărani din acele locuri, o școala de meserii. Moșia de la Gârbeni a luat-o un alt boier numit Babic care a lăsat în urma sa o casă ceva mai arătoasă de cât a țăranilor, azi amenajată ca local de școală impropriu, însă pentru uz didactic. Localul vechi de școală început în 1926 și neterminat complet – o sală de clasă și cancelarie, a fost dărâmat.